# Phrynichus persicus
Espèce
Phrynichus persicus est une espèce d'amblypyges de la famille des Phrynichidae.

## Distribution
Cette espèce est endémique de la province d'Ilam en Iran.. Elle se rencontre vers Changuleh.

## Étymologie
Son nom d'espèce lui a été donné en référence au lieu de sa découverte, la Perse.

## Publication originale
- Miranda & Zamani, 2018 : Filling the gap of whip spider distribution in Asia: Phrynichus persicus sp.n. (Arachnida, Amblypygi), a new Phrynichidae from Iran. Zootaxa, no 4413(2), p. 339-350.